# العرقة (الرضمة)

تعديل مصدري - تعديل

العرقة محلة تابعة لقرية القوفعة، التابعة لعزلة شيزر بمديرية الرضمة إحدى مديريات محافظة إب في الجمهورية اليمنية.، بلغ تعداد سكانها 36 حسب تعداد اليمن لعام 2004.